# NGC 1125

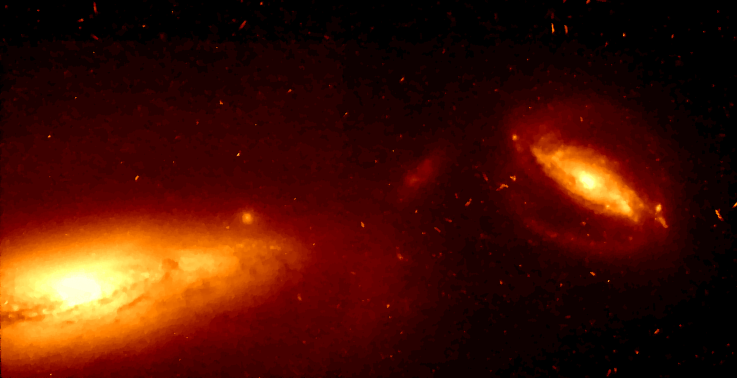
NGC 1125 par le télescope spatial Hubble.

NGC 1125 est une galaxie lenticulaire située dans la constellation de l'Éridan. NGC 1125 a été découverte par l'astronome germano-britannique William Herschel en 1785.

## Caractéristiques
Sa vitesse par rapport au fond diffus cosmologique est de 3 087 ± 14 km/s, ce qui correspond à une distance de Hubble de 45,5 ± 3,2 Mpc (∼148 millions d'al).
NGC 1125 est une galaxie active de type Seyfert 2 (Sy 2) et elle présente une large raie HI.